# 具槽石斛
具槽石斛（学名：Dendrobium sulcatum）为兰科石斛属下的一个种。

## 扩展阅读
維基物種上的相關：具槽石斛